# Die weiße Rose (film 1915)
Die weiße Rose è un cortometraggio muto del 1915 diretto da Franz Hofer. Prodotto dalla Messter Film, il film aveva come interpreti le attrici Hella Moja e Erna Morena.

## Produzione
Il film fu prodotto dalla Messter Film di Berlino.

## Distribuzione
In Germania, il film - un cortometraggio in tre bobine che venne presentato al Residenztheater di Karlsruhe dal 25 al 28 dicembre 1915 - ottenne il visto di censura nel novembre 1915. In Ungheria, il titolo venne tradotto in Fehér rózsa.